# 金鸭街道
金鸭街道，是中华人民共和国贵州省貴陽市云岩区一个已撤销的街道办事处。
2012年前，下辖：金鸭社区、野鸭社区、鸭江社区、金马社区、汽制社区、黎苏社区、普天社区、水电八局社区、水电九局社区、金鸭村和茶园村。2012年8月14日，贵阳市人民政府通知决定撤销49个街道办事处，设立90个社区服务中心。